# 索镇城堡

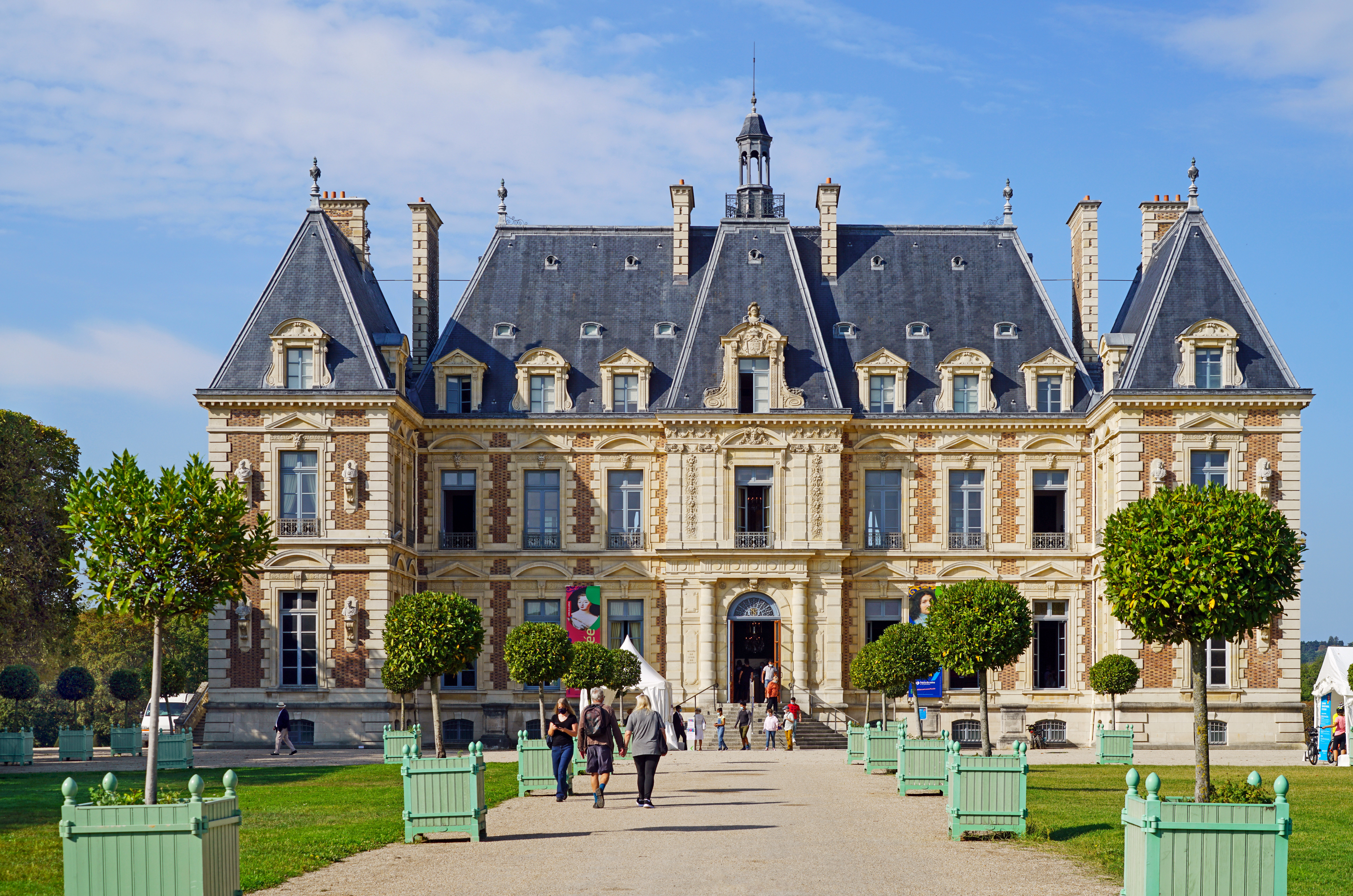
索城城堡，原建筑在法国大革命其间被拆毁，之后于1856年-1862年重建

索镇城堡（法語：Château de Sceaux，發音：[ʃato də so]）是法国上塞纳省索镇的一座法式城堡，是同名公园的一部分，位于巴黎市中心西南偏南约10千米。该城堡是法兰西岛博物馆（2013年更名为“索镇省级博物馆”）的所在地，该博物馆是巴黎派画家画作藏品数量最大的博物馆之一。
48°46′28″N 2°18′00″E / 48.77444°N 2.30000°E